# Die Betschwester

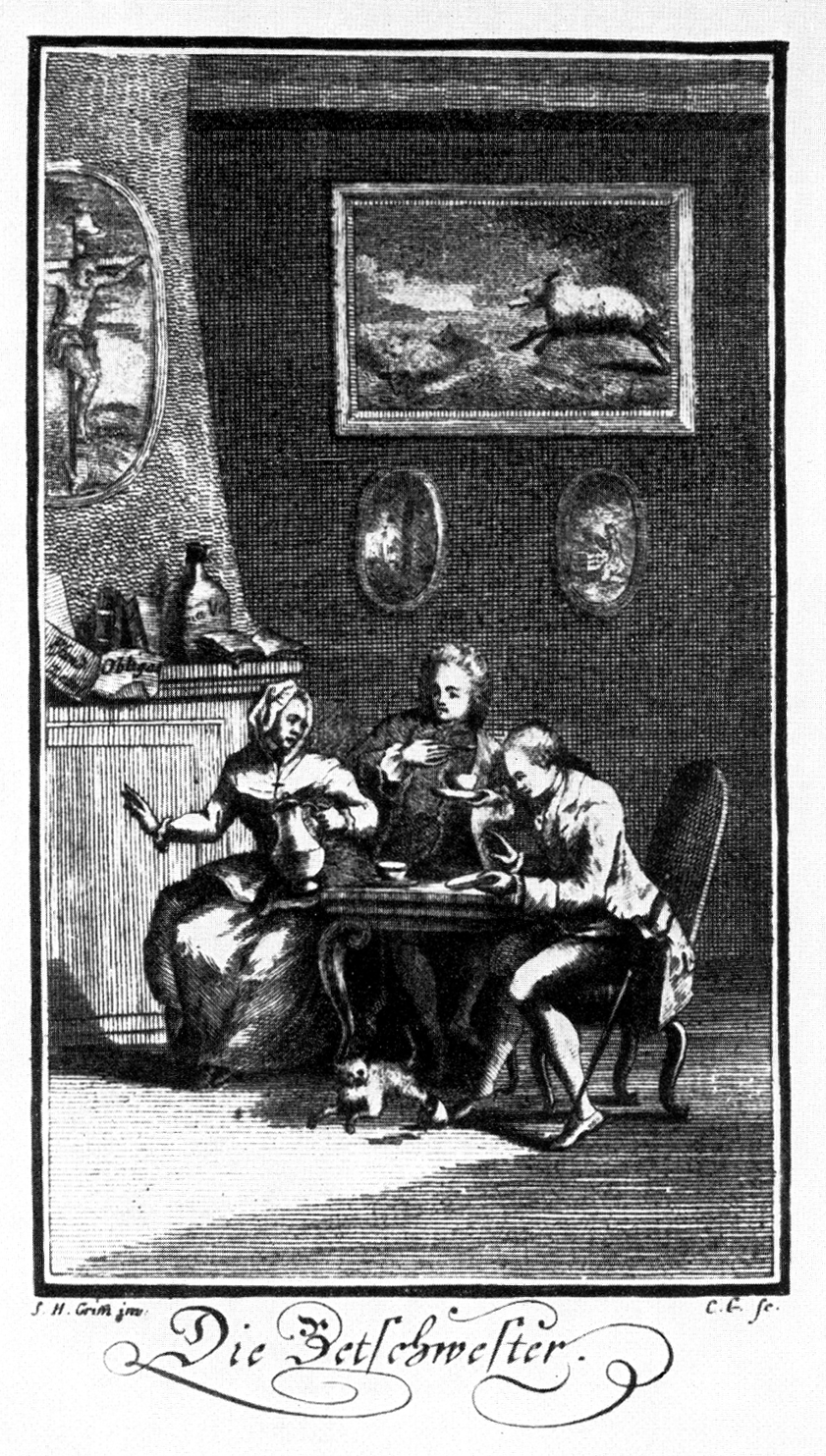
Kupferstich nach S.H. Grimm (1772)

Die Betschwester ist ein Lustspiel in drei Aufzügen von Christian Fürchtegott Gellert (1715–1769), erschienen 1745.
In der Figur der Frau Richardinn wird im Sinne einer Typenkomödie eine scheinbar fromme Person durch ihren Geiz und ihre intrigante Art als heuchlerische Frömmlerin entlarvt. Der Plot entwickelt sich um Simons Brautwerben um Frau Richardinns Tochter, Christianchen, wobei diese so weltfremd erzogen worden ist, dass sich Simon zuerst nicht recht zwischen der ungebildeten, etwas langweiligen Christiane und einer Freundin von ihr, der schon etwas reiferen Eleonore, entscheiden kann.
Zuerst erschien der Text im zweiten Stück des zweiten Bandes der Neuen Beyträge zum Vergnügen des Verstandes und Witzes und noch im selben Jahr als eigenständige Veröffentlichung. Später wurde er zusammen mit Das Loos in der Lotterie, Die zärtlichen Schwestern und Die kranke Frau mit der Zuordnung „Lustspiele“ herausgegeben. Gellert schwächte den scharfen Ton des satirischen Lustspiels in späteren Überarbeitungen etwas ab und entfernte biblische Zitate und Teilzitate aus dem Stück.
Das Stück wurde 1745 uraufgeführt.

## Personen
- Frau Maria Christiane Richardinn, Mutter von Christianchen, als Betschwester die eigentliche Titelheldin des Stückes
- Christiane Richardinn, genannt Christianchen, Tochter der Richardinn und Simons Verlobte
- Eleonore, genannt Lorchen, „weitläufige“, ältere Freundin von Christianchen, seit einem Jahr wohnhaft bei der Richardinn
- Simon, Christianchens gutbetuchter Verlobter aus Berlin
- Ferdinand, Simons Brautwerber, ebenfalls aus Berlin

## Inhaltsangabe

### I. Akt
I.1. Lorchen und Ferdinand – Ferdinand bittet Lorchen, ihn bei Frau Richardinn anzumelden, da er und Simon schon seit drei Tagen darauf warten, die Details von Christianchens und Simons Heirat mit ihr zu verabreden. Lorchen versucht ihm zu erklären, dass Frau Richardinn noch bis 4 Uhr zu beten habe.
I.2. Frau Richardinn und Ferdinand – Frau Richardinn empfängt Ferdinand doch schon früher und beklagt sich bei ihm, ein Bettler habe sie frevlerischerweise beim Gebet gestört. Ferdinand versucht das Verhalten des Bettlers zu rechtfertigen, doch Frau Richardinn besteht darauf, dass der Bettler kein Recht habe, sie zu stören, nur weil er keine linke Hand hat: „Kann er denn nicht mit der rechten arbeiten?“
I.3. Frau Richardinn, Lorchen und Ferdinand – Frau Richardinn verlässt die Szene, nachdem ihr Lorchen mitteilt, dass ihre Nachbarin sie sprechen will.
I.4. Lorchen und Ferdinand – Lorchen erzählt Ferdinand, dass Frau Richardinn ihrer Nachbarin halsabschneiderische Zinsen abverlangt und dass sie während der Zeit, die sie vermeintlich mit Beten verbringt, damit beschäftigt ist, über ihre Besitztümer Buch zu führen.
I.5. Frau Richardinn, Lorchen und Ferdinand – Frau Richardinn kehrt zurück, erklärt flüchtig die Notwendigkeit ihrer kurzen Abwesenheit und bittet Lorchen, für Ferdinand einen Kaffee zuzubereiten.
I.6. Frau Richardinn und Ferdinand – Frau Richardinn erzählt Ferdinand, dass vorher der Suppennapf ihres seligen Gatten von alleine in der Küche am Boden zerschellt sei. Sie liest ein böses Omen daraus, aber Ferdinand möchte endlich die Details der Heirat besprechen. Sie versucht mit Tränen die Mitgift so tief wie möglich zu drücken. Als das nichts fruchtet, versucht sie ihn in einen religiösen Disput zu verwickeln.
I.7. Frau Richardinn, Ferdinand und Simon – Simon stößt dazu und Frau Richardinn empfängt ihn überaus kühl. Sie verlässt die Szene, um ihre Tochter zu holen.
I.8. Ferdinand und Simon – Simon beklagt sich bei Ferdinand, dass Christianchen zwar sehr hübsch und reich, aber nicht sehr klug ist. Ferdinand rät ihm, die Heirat abzublasen, falls er seiner Sache nicht sicher sei.
I.9. Lorchen, Ferdinand und Simon – Lorchen verkündet den Herren, dass sich Frau Richardinn durchgerungen hat, zumindest die Hälfte der verlangten Mitgift (also 5.000 Gulden) zu zahlen. Simon wiederholt seine Bedenken gegenüber Lorchen. Sie bietet an, sich um die Erziehung von Christianchen zu kümmern, wenn die Heirat um ein Jahr verschoben würde. Simon willigt dankbar ein und zeigt sich finanziell großzügig gegenüber Lorchen, doch diese lehnt dankend ab.

### II. Akt
II.1. Frau Richardinn und Simon – Frau Richardin will Simon darauf einschwören, dass er die Mitgift nicht für Christianchens Kleider verwenden werde. Außerdem lässt sie sich darüber aus, wie großzügig sie sei und wie wenig ihre Großzügigkeit geschätzt werde. Sie beklagt sich über verschiedene Modeströmungen und berichtet, wie sie ihrer Tochter Richardsons Briefroman Pamela aus den Händen reißen konnte. Simon verteidigt Christianchens Verhalten gegenüber Frau Richardinn.
II.2. Frau Richardinn, Christianchen, Lorchen und Simon – Lorchen meldet, dass der Kaffee bereitsteht, und Frau Richardinn und Simon machen sich auf, um mit Ferdinand die letzten Details der Heirat zu besprechen.
II.3. Christianchen und Lorchen – Lorchen versucht herauszufinden, ob Christianchen eigentlich verliebt ist. Diese gibt aber klar zu verstehen, dass sie Simon zwar mag, aber nicht die große Liebe gefunden zu haben glaubt.
II.4. Lorchen, Ferdinand und Simon – Simon und Ferdinand kehren vom Kaffeetrinken zurück und berichten, dass sie sich mit Frau Richardinn gründlich überworfen haben, weil Simon einen Fluch ausstieß, als er eine Tasse versehentlich zerbrach. Simon ändert kurzfristig seine Pläne und trägt Lorchen seine Liebe an. Lorchen lehnt dankend ab.
II.5. Christianchen, Lorchen, Ferdinand und Simon – Christianchen kehrt von ihrer Mutter zurück, um ihre Verlobung zu Simon zu beenden. Sie bittet ihn, seine Liebe auf Lorchen zu richten. Lorchen ist jetzt doch bereit, auf Simons Antrag einzugehen, sofern sie Christianchen mitnehmen darf.

### III. Akt
III.1. Frau Richardinn und Christianchen – Frau Richardinn lässt eine Schimpftirade über Simon ab und beschuldigt ihn, er habe die Tasse absichtlich zerbrochen. Sie beschimpft Christianchen, sie habe ihm zu viel zugestanden.
III.2. Frau Richardinn und Lorchen – Nicht ahnend, dass Simon inzwischen mit Lorchen verlobt ist, schimpft Frau Richardinn weiter über Simon und herrscht auch Lorchen an, die für Simon einzutreten versucht. Die Sachlage ändert sich schlagartig, als Frau Richardinn erfährt, dass Simon ihr ein ganzes Teeset als Ersatz für die zerbrochene Tasse schenkt. Frau Richardinn ist hingerissen vom Geschenk und überlegt lange, ob sie dem Diener, der das Set gebracht hat, ein Trinkgeld geben soll. Nicht ganz überraschend lässt sie es schließlich sein.
III.3. Frau Richardinn, Christianchen und Lorchen – Frau Richardinn will sofort die Details der Heirat ihrer Tochter mit Simon besprechen, aber Christianchen teilt ihr mit, dass ihre Verlobung aufgelöst worden ist. Christianchen erinnert Frau Richardinn daran, dass sie es war, die ihr die Beziehung verboten hatte, doch Frau Richardinn streitet das ab.
III.4. Christianchen und Lorchen – Lorchen bekräftigt ihre Absicht, Christianchen nach Berlin mitzunehmen. Lorchen versucht Christianchen darauf einzuschwören, dass sie Simon heiratet, falls Lorchen etwas zustoßen sollte.
III.5. Christianchen, Lorchen und Ferdinand – Ferdinand tritt hinzu und berichtet, Frau Richardinn habe ihn herbestellt; den Grund wisse er nicht, sie wollten eigentlich abreisen.
III.6. Lorchen und Ferdinand – Lorchen fragt Ferdinand, ob er bemerkt habe, wie Christianchen „in kurzer Zeit recht aufgeweckt und manierlich“ geworden sei. Ferdinand betont, dass er diese Entwicklung nie bezweifelt habe.
III.7. Frau Richardinn, Lorchen und Ferdinand – Frau Richardinn empfängt Ferdinand und verkündet, dass sie Simons Fehlverhalten entschuldigt hat und seiner Heirat mit Christianchen nichts mehr im Wege stehe.
III.8. Frau Richardinn und Ferdinand – Ferdinand erinnert Frau Richardinn, dass diese Verlobung aufgelöst sei, woraufhin Frau Richardinn Simon beschuldigt, unlautere Pläne mit Christianchen gehabt zu haben. Ferdinand erinnert sie daran, dass sie schuld an der Situation sei, doch sie besteht darauf, dass diese Heirat stattzufinden habe.
III.9. Ferdinand und Simon – Simon bekräftigt, dass Lorchen seine Braut sein wird.
III.10. Christianchen, Lorchen, Ferdinand und Simon – Christianchen bekräftigt ihrerseits, dass Lorchen und Simon zusammengehören sollen. Sie begibt sich zu Tisch, wo Frau Richardinn auf die Gruppe wartet.
III.11. Lorchen, Ferdinand und Simon – Lorchen kündet ihre Verlobung zu Simon auf mit der Bedingung, dass Simons und Christianchens Heirat um ein Jahr aufgeschoben wird, damit Lorchen sie auf die Ehe vorbereiten kann. Simon willigt ein, und Ferdinand ist so begeistert von Lorchen, dass er sie in seinem Haushalt aufnehmen will. Schließlich begeben sich die drei zu Tisch, um mit Frau Richardinn und Christianchen (die noch gar nichts von ihrem Glück weiß) die Details der Heirat zu besprechen.
--ENDE--

## Ausgaben
- Gellert, Christian Fürchtegott. Die Betschwester. Lustspiel in drei Aufzügen. Berlin: Walter de Gruyter & Co, 1962. (= Komedia: Deutsche Lustspiele vom Barock bis zur Gegenwart 2)